# Wojciech Daniłowski
 Wojciech Daniłowski  – pułkownik Wojska Polskiego; od 7 listopada 2019 dowódca 15 Sieradzkiej Brygady Wsparcia Dowodzenia.

## Życiorys
Wojciech Daniłowski pochodzi z Zambrowa. Jest absolwentem: Wyższej Szkoły Oficerskiej Wojsk Łączności (1990); Akademii Techniczno-Rolniczej w Bydgoszczy – studia magisterskie na Wydziale Elektroniki i Telekomunikacji (1999); Collegium Civitas w Warszawie – studia podyplomowe: zarządzanie bezpieczeństwem publicznym (2008); Akademii Obrony Narodowej – studia podyplomowe na Wydziale Zarządzania i Dowodzenia (2013). 
W 1986 rozpoczął studia w Wyższej Szkole Oficerskiej Wojsk Łączności w Zegrzu, które ukończył w 1990 i został promowany na podporucznika. W tym samym roku został służbowo skierowany do Sieradza, gdzie w 15 Sieradzkiej Brygadzie Wsparcia Dowodzenia pełnił służbę na stanowiskach: dowódcy plutonu, dowódcy kompanii, szefa sztabu batalionu, a następnie dowódcy batalionu. W 2006 otrzymał przydział służbowy do Warszawy, gdzie objął funkcję szefa Wydziału Szkolenia Specjalistycznego Dowództwa Garnizonu Warszawa. 
W latach 2015–2018 pełnił służbę w Opolu na stanowisku dowódcy 24 Polowej Technicznej Bazy Wojskowej Łączności. W roku 2019 powrócił do Warszawy, gdzie został szefem Pionu Szkolenia Dowództwa Garnizonu Warszawa, po czym został skierowany do Sieradza, gdzie 7 listopada 2019 w Sieradzu w obecności dowódcy Garnizonu Warszawa gen. bryg. Roberta Głąba przejął sztandar obejmując obowiązki dowódcy 15 Brygady Wsparcia Dowodzenia od płk. Krzysztofa Rawskiego, który pełnił je czasowo od 1 października br. 14 sierpnia 2021 z okazji Święta Wojska Polskiego jego jednostka wojskowa została wyróżniona przez Ministra Obrony Narodowej tytułem Przodujący Oddział Wojska Polskiego, a akt mianowania odebrał osobiście z rąk ministra obrony narodowej Mariusza Błaszczaka w siedzibie resortu obrony w Warszawie.

## Awanse
- podporucznik – 1990[3]

(...)
- pułkownik – ?

## Ordery, odznaczenia i wyróżnienia
- Wojskowy Krzyż Zasługi – 2020[12]
- Odznaka pamiątkowa 15 Sieradzkiej Brygady Wsparcia Dowodzenia – 2016 (ex officio)

i inne